# Лев III
Святий Лев III (лат. Leo; 750, Рим, Папська держава — 12 червня 816, Рим, Папська держава) — дев'яносто шостий папа Римський (26 грудня 795—12 червня 816), син бідного римського міщанина Азуппія (лат. Atyuppius) та Єлизавети. До обрання папою був кардиналом-пресвітером у римській церкві Санта Сусана.

## Біографія
Після обрання на папський престол повідомив про це короля франків Карла Великого та вислав йому ключі від гробу св. Петра. Король відповів, що і надалі захищатиме церкву та папу. Такі дії не сподобались частині впливових знатних римських родів. 25 квітня 799 року на папу напали невідомі, котрих підіслали кузин (?племінник) папи Адріана І Пасхаліс та скарбник Campulus, які намагались осліпити його та вирвати язик. Внаслідок змови аристократів у тому ж році Лева III було номінально позбавлено престолу та поміщено до монастиря, звідки папа утік і подався до Карла Великого за допомогою.
Карл Великий особисто супроводив Лева III до Рима, де на Різдво 800 року папа поклав на голову короля імператорську корону, символічно відновивши владу імператора Римської Імперії.
Проте, вороги Лева III не змирились з поразкою й оскаржили його перед Карлом Великим у зв'язках з жінками та віроломстві. Імператор знову прибув до Рима восени 800 року і скликав раду з участю представників обох сторін. 23 грудня 800 року Лев III був виправданий, оскільки склав урочисту присягу на Євангелії про свою невинність. Його противники були вислані з Рима.
Після цього Лев III знову коронував Карла Великого, як імператора, в Римі на могилі св. Петра.
Внаслідок вдалого правління папи багатства міста Рим примножились.

## Канонізація
Християнський Святий. Пам'ять Лева III відзначається 12 червня.